# Enerfip
Enerfip est une plateforme française de financement participatif dédiée aux installations d'énergie renouvelable. Elle est basée à Montpellier.

## Historique
Enerfip est fondée en 2015 par Julien Hostache, Léo Lemordant, Sébastien Jamme et Édouard Dischamps. 
En 2017, elle est agréée à délivrer le label financement participatif pour la croissance verte. La même année, elle collecte 10 millions d'euros. 
En mars 2024, Enerfip annonce le lancement d'un fonds d'investissement dans la transition énergétique.  

## Activités
Enerfip est un service en ligne qui sert d'intermédiaire pour des financements de particuliers à des entreprises construisant des unités de production d'énergie renouvelable, sous forme de prêts et d'investissements au capital. Elle se rémunère auprès des porteurs de projets par une commission sur les sommes collectées, à un taux entre 4 et 6 %. 
Afin d'informer les publics riverains peu connectés, elle organise des permanences d'information et d'investissement dans les communes d'implantation des projets,. 
Les projets d'infrastructures proposés peuvent être dans le domaine de l'énergie éolienne, du photovoltaïque, de la méthanisation et de l'efficacité énergétique. L'entreprise est basée à Montpellier et est partenaire du Crédit agricole du Languedoc.

## Financement participatif au monde pour l'éolien en mer
Enerfip est la première plateforme de financement participatif au monde à avoir contribué au financement d'un projet de parc éolien en mer. Développé par Quadran Énergies Marines depuis 2016, le projet a permis de lever 400 000 euros auprès de 278 citoyens dont 97 % habitent dans la région d'implantation du projet.
Depuis 2018, Enerfip finance quatre projets éoliens en mer réunissant 3 000 citoyens autour de 3,4 millions d'euros au total.